# Niezmiennik metryczny
Niezmiennik metryczny - właściwość, niezmieniająca się przy przekształceniach izometrycznych przestrzeni metrycznej.

## Przykłady
- Jednym z najważniejszych niezmienników metrycznych jest zupełność przestrzeni metrycznej. Przestrzeniami zupełnymi są zarówno przestrzenie euklidesowe wymiaru n, jak i przestrzenie Banacha.
- Grupa izometrii przestrzeni metrycznej jest niezmiennikiem metrycznym.
- Ponieważ każda izometria przestrzeni metrycznej M jest zarazem jej homeomorfizmem w topologii indukowanej odległością na M, więc wszystkie niezmienniki topologiczne są zarazem niezmiennikami metrycznymi (np. wymiar, zwartość, spójność itp.)
- Przykładem niezmiennika metrycznego, który nie jest niezmiennikiem topologicznym jest wymiar Hausdorffa.